# Kanta Kondo
Kanta Kondo (近藤 貫太 Kondo Kanta?, nacido el 11 de agosto de 1993 en Ehime) es un exfutbolista japonés. Jugaba de centrocampista y su único club fue el Ehime FC de Japón.

## Trayectoria

### Clubes
| Club     | País  | Año         |
| -------- | ----- | ----------- |
| Ehime FC | Japón | 2014 - 2015 |

## Estadística de carrera

### J. League
| Club     | Año   | J. League | J. League | Copa J. League | Copa J. League | Total | Total |
| Club     | Año   | Part.     | Goles     | Part.          | Goles          | Part. | Goles |
| -------- | ----- | --------- | --------- | -------------- | -------------- | ----- | ----- |
| Ehime FC | 2014  | 13        | 1         | -              | -              | 13    | 1     |
| Ehime FC | 2015  | 11        | 1         | -              | -              | 11    | 1     |
| Total    | Total | 24        | 2         | 0              | 0              | 24    | 2     |